# Jurassic World Evolution 2
Jurassic World Evolution 2 je budovatelská a manažerská videohra, kterou vyvinula a vydala společnost Frontier Developments. Jedná se o pokračování hry Jurassic World Evolution (2018). Hra byla vydána 9. listopadu 2021 pro PlayStation 4, PlayStation 5, Windows, Xbox One a Xbox Series X a Series S.
Videohra se odehrává po událostech filmu Jurský svět: Zánik říše.

## Vývoj a vydání
Hru vyvinula a vydala společnost Frontier Developments. Byla oznámena v červnu 2021 během festivalu Summer Game Fest. Režim kampaně hry je považován za kanonický a filmový. Odehrává se před filmem Jurský svět: Nadvláda z roku 2022. Ve hře si své role zopakovali herci Jeff Goldblum a Bryce Dallas Howard.
Společnost Frontier úzce spolupracovala s Universal Pictures a zajistila, aby hra zapadala do budoucích plánů studia pro tuto sérii.
Ke hře bylo po vydání pravidelně vydáváno několik bezplatných aktualizacích.
Od kritiků získala vcelku příznivé recenze, které ji považovaly za zlepšení oproti předchůdci.